# Unteriberg
Unteriberg é uma comuna da Suíça, no Cantão Schwyz, com cerca de 2.284 habitantes. Estende-se por uma área de 46,51 km², de densidade populacional de 49 hab/km². Confina com as seguintes comunas: Einsiedeln, Innerthal, Muotathal, Oberiberg.
A língua oficial nesta comuna é o Alemão.